# Changes (Standards)
Changes is een muziekalbum uit 1984 van Keith Jarrett, Gary Peacock en Jack DeJohnette. Het trio verrichtte in januari 1983 in New York een aantal opnamesessies in deze voor hen (deels) nieuwe samenstelling. Ze namen toen standaardwerken van anderen op, wat nieuw voor hen was. Tijdens die sessies werd er ook geïmproviseerd en het resultaat kwam op deze elpee. De plaat verscheen niet met de vermelding Standards op de hoezen, omdat het voornamelijk Jarrett was die hier aan het werk was. Het album kwam uit tussen beide Standards-albums opgenomen in dezelfde periode.

## Musici
- Keith Jarrett – piano
- Gary Peacock – bas
- Jack DeJohnette – slagwerk

## Composities/improvisaties
1. Flying, deel 1 (16:03)
2. Flying, deel 2 (14:45)
3. Prism (Jarrett) (6:31)